# کریستوفر و نوعش
کریستوفر و نوعش (انگلیسی: Christopher and His Kind) یک فیلم درام است که در سال ۲۰۱۱ منتشر شد. از بازیگران آن می‌توان به مت اسمیت اشاره کرد.